# Cecil Meares
Cecil Henry Meares (Kilkelly, 1877 – Columbia Britannica, 13 maggio 1937) è stato un militare, esploratore, musher irlandese.
Avventuriero ed ufficiale dell'esercito britannico, commercia pellicce tra la Kamčatka e Ochotsk in Siberia. Combatte la guerra russo giapponese e la seconda guerra boera e viaggia in regioni remote come il Tibet prima di aggregarsi nel 1910 alla spedizione Terra Nova di Robert Falcon Scott in Antartide.
Meares, esperto musher, è incaricato da Scott di recarsi a Nikolaevsk in Siberia ed acquistare sia i cani da slitta che i pony che serviranno alla missione. Mentre per i primi riesce a procurarsi dei buoni animali, i pony che acquista risultano essere inadeguati alla missione.